# Andro
Andro es una ciudad de la India

## Geografía
Se encuentra a una altitud de 842 m s. n. m. a 28 km de la capital estatal, Imfal, en la zona horaria UTC +5:30.

## Demografía
Según estimación 2010 contaba con una población de 9 687 habitantes.